# Guioa gracilis
Guioa gracilis är en kinesträdsväxtart som först beskrevs av Pancher & Sebert, och fick sitt nu gällande namn av Ludwig Radlkofer. Guioa gracilis ingår i släktet Guioa och familjen kinesträdsväxter. Inga underarter finns listade i Catalogue of Life.